# 호흐도르프 (루체른주)
호흐도르프(Hochdorf)는 스위스 루체른주의 호흐도르프구에 있는 시정촌이다.

## 역사
호르도르프는 924년에 Hodorf로 처음 언급되었다.

## 지리
호르도르프는 루체른주에 있는 제탈 계곡 위쪽에 위치해 있다.
시정촌은 호르도르프 마을과 발데크, Huwyl, Urswil 및 Ligschwil 일부의 작은 마을로 구성된다. 면적은 9.6k㎡이다. 이 면적 중 61.9%는 농업용으로 사용되며, 10.5%는 산림이다. 나머지 토지 중 26.2%는 정착지(건물 또는 도로)이고 나머지(1.5%)는 비생산적(강, 빙하 또는 산)이다.  1997년 토지조사에서, 총 토지 면적의 10.21%가 산림이었다. 농경지 중 64.69%는 경작이나 목초지에 사용되며, 3.33%는 과수원이나 포도나무 작물에 사용된다. 정착지 중 10%는 건물, 4.27%는 공업, 0.42%는 특별 개발, 1.35%는 공원 또는 녹지, 5.21%는 교통 기반 시설로 구성되어 있다. 비생산적인 지역 중 0.1%는 비생산적인 고인 물(연못 또는 호수), 0.1%는 비생산적인 흐르는 물(강), 0.31%는 기타 비생산적인 토지이다.

## 인구통계
2007년 기준, 호르도르프의 인구는 8,246명이며, 그중 18.5%가 외국인이다. 지난 10년 동안 인구는 10.1%의 비율로 증가했다. 2000년 기준, 인구 대부분은 독일어(87.2%)를 사용하며, 이탈리아어가 두 번째로 많이 사용(2.6%)하고, 알바니아어가 세 번째(2.6%)이다.
2007년 선거에서 가장 인기 있는 정당은 34.4%의 득표율을 기록한 CVP였다. 다음으로 가장 인기 있는 세 정당은 SVP (25.7%), FDP (21.8%), SPS (9.3%)였다.
호르도르프의 연령 분포는 다음과 같다. 2,044명(인구의 24.4%)이 0~19세이다. 2,131명(25.4%)은 20-39세이고, 2,875명(34.3%)은 40-64세이다. 노인 인구 분포는 930명 또는 11.1%가 65-79세, 349 또는 4.2%가 80-89세, 56명 또는 0.7%가 90세 이상이다.
전체 스위스 인구는 일반적으로 교육 수준이 높다. 호르도르프에서는 인구의 약 67.4%(25-64세)가 비필수 고등교육 또는 추가 고등교육(대학 또는 응용학문대학)을 완료했다.
2000년 현재 2,774가구 중 815가구(약 29.4%)가 1인 가구이다. 290 또는 약 10.5%가 5인 이상의 대가족이다. 2000년 기준으로 시정촌에는 1,084개의 주거용 건물이 있었고, 그중 862개는 주택으로만 건축되었고 222개는 주상복합 건물이었다. 자치단체에는 단독주택 518채, 다가구주택 94채, 다가구주택 250채가 있었다. 대부분의 집은 2층(375) 또는 3층(304)층 구조였다. 단층 건물은 25채, 4층 이상 건물은 158채에 불과했다.
호르도르프의 실업률은 1.67%이다. 2017년 기준으로 1차 경제 부문에 141명이 고용되어 있으며, 이 부문에 약 29개 기업이 참여하고 있다. 1,861명이 2차 부문에 고용되어 있고, 이 부문에 106개의 기업이 있다. 3,016명이 3차 부문에 고용되어 있으며, 이 부문에는 440개의 기업이 있다. 2000년 기준으로 지자체 인구의 50.7%가 일정 수준으로 고용되었다. 동시에 여성은 전체 노동력의 46%를 차지했다.
2000년 인구 조사에서 호르도르프의 종교 회원은 다음과 같았다. 6,003명(77.3%)은 로마 가톨릭교도이고 670명(8.6%)은 개신교도이며, 232명(2.99%)은 다른 기독교 신앙을 갖고 있다. 2명의 개인(인구의 0.03%)이 유대인이다. 이슬람교도는 344명(인구의 4.43%)이다. 나머지 중; 다른 종교에 속한 개인이 55명(0.71%), 조직화된 종교에 속하지 않은 사람이 232명(2.99%), 응답하지 않은 사람이 223명(2.87%)이었다.
역사적 인구는 다음 표에 나와 있다.
| 년도 | 인구   |
| ---- | ------ |
| 1456 | c300   |
| 1695 | c1,970 |
| 1798 | 1,077  |
| 1850 | 1,370  |
| 1900 | 1,645  |
| 1910 | 3,013  |
| 1950 | 3,768  |
| 2000 | 7,761  |

## 교통
호흐도르프는 대중 교통으로 쉽게 접근할 수 있다. 이 도시는 루체른-렌츠부르크선에 있으며 제탈선이 운행한다. 2006년 12월부터 이 지역 사회에는 4개 기차역이 있다.
- 호흐도르프역
- 호흐도르프 쇠나우역 (Hochdorf Schönau)
- 발데크역 (Baldegg)
- 발데크 클로스터역 (Baldegg Kloster)

루체른-렌츠부르크 26번 도로가 호흐도르프를 통과한다. 가장 가까운 고속도로 연결은 젬파흐에서 9km, 에멘 쥐트에서 A2 고속도로로 10km 떨어져 있다. A14 (루체른-추크)의 기지콘-루트 연결도 10km 떨어져 있다.